# Onthophagus kashizakii
Onthophagus kashizakii là một loài bọ cánh cứng trong họ Bọ hung (Scarabaeidae).